# Publius Septimius Geta

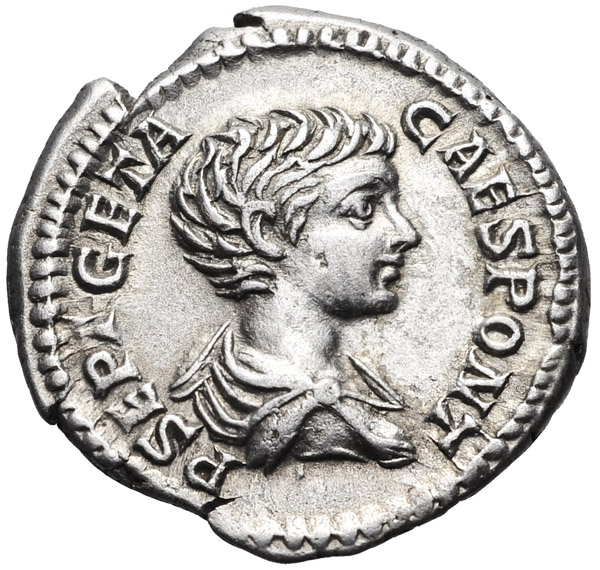
Dinar cu Geta

Publius Septimius Geta (n. 7 martie 189 d.Hr., Roma, Imperiul Roman – d. 26 decembrie 211 d.Hr., Roma, Imperiul Roman) a fost al doilea fiu al împăratului Septimius Severus și frate cu Caracalla.

## Biografie
În anul 208 sau 209 a fost numit Caesar și desemnat urmaș la tronul imperiului împreună cu fratele său.
În februarie 211, după moartea lui Septimius Severus, cei doi frați își asumă guvernarea în Roma.
După scurt timp au început rivalitățile între cei doi frați.
La finalul aceluiași an, Caracalla l-a asasinat pe Geta în palatul imperial.
Geta a murit în brațele mamei sale, Julia Domna. 
Mulți aliați ai acestuia au fost și ei omorâți.
Cauzele rivalității dintre ei ar fi, după unii, gelozia din cauza popularității din ce în ce mai mari 
a lui Geta, iar după alții, încercarea de a-și îndepărta fratele de la tron, iar acesta doar s-a apărat.